# Lion-Feuchtwanger-Gymnasium München
Das Lion-Feuchtwanger-Gymnasium München (abgekürzt LFG) ist ein städtisches Gymnasium mit naturwissenschaftlich-technologischem Profil im Münchner Stadtteil Milbertshofen. Der Name geht auf den Münchner Dramatiker Lion Feuchtwanger zurück. Mit etwa 900 Schülern und 87 hauptamtlichen Lehrkräften im Schuljahr 2023/24 weist das Gymnasium eine mittlere Größe auf. Das Gymnasium zeichnet sich durch einen hohen Anteil an Schülern mit Migrationshintergrund aus, was sich auch im Motto der Schule Erfolg durch Vielfalt widerspiegelt.

## Lage
Unmittelbar am Petuelring, einem untertunnelten Abschnitt des Mittleren Rings, ist die vom Architekten Hans Jürgen Schmidt-Schicketanz geplante Schule im Norden von München im Stadtteil Milbertshofen gelegen. Südlich der Straße verläuft der Nymphenburg-Biedersteiner Kanal, der in den Petuelpark eingebettet ist. Der als Park gestaltete Grünzug liegt zum Teil auf dem Petueltunnel und verbindet die Stadtteile Milbertshofen und Schwabing-West. Die Erschließung des Schulgrundstücks erfolgt über die Freiligrathstraße, welche parallel zur Ringstraße verläuft. Im Osten schließt eine kleinräumige Kleingartenanlage an, die sich bis zur Eduard-Schenk-Straße erstreckt.

## Geschichte
Im Mai 2012 entsandte das Gymnasium 90 Schüler als Helfer zu den in München abgehaltenen Special Olympics. Im Jahr 2017 erhielt das Gymnasium für sein Bildungskonzept der individuellen Förderung der Schüler einen Förderpreis der Bildungsstiftung der Stadtwerke München.

## Namensgebung
Die Schule trägt den Namen Lion Feuchtwangers, um an den deutsch-jüdischen und antifaschistischen Schriftsteller aus der Zeit der Weimarer Republik zu erinnern.
Zu Beginn des Lehrbetriebs im Jahr 1979 führte die Schule noch den nüchternen Namen Gymnasium am Petuelring.
Bei der Namensdiskussion zwischen Lehrern, Schülerschaft und Elternbeirat spielte auch der Münchner Stadtrat eine gewichtige Rolle. Zunächst plädierte die CSU-Fraktion für den ehemaligen Bundeskanzler Konrad Adenauer als Namenspatron. Die SPD sprach sich hingegen für den SPD-Politiker und ehemaligen Bayerischen Ministerpräsidenten Wilhelm Hoegner aus. Auch Ludwig Erhard und der bayerische Komiker Karl Valentin wurden als Namensgeber empfohlen.
Die stellvertretende Schulleiterin Ingrid Rohn-Voelz machte sich indes für den Namen Lion Feuchtwanger stark. Auch seine im kalifornischen Exil lebende Ehefrau Marta Feuchtwanger wurde angefragt und um ihr Einverständnis gebeten. Sie empfand es als große Ehre und als „Zeichen des guten Willens, den jetzt Deutschland seinen früheren Mitbürgern zeigt“.
Seitens der Parteien des Münchner Stadtrats wurden jedoch andere Namen vorgeschlagen, und die Schule erhielt 1982 ihren heutigen Namen, womit sich schließlich die Schüler und die stellvertretende Direktorin durchsetzten. Bewusst haben sie sich gegen die damalige Gepflogenheit verwahrt, ihr Gymnasium nach einem Politiker gemäß dem Parteienproporz zu benennen. Dieser Prozess der Namensgebung ist auch Teil der Schulgeschichte des Lion-Feuchtwanger-Gymnasiums.

## Lernkonzept
Ein modernes Unterrichtskonzept kam im LFG zum Einsatz, dabei wurde die individuelle Förderung verbessert und die Selbstverantwortung der Schüler im Lernprozess gestärkt. Die Lehrer nahmen eine neue Rolle ein. Sie wurden zum Lernpartner und vermittelten nicht nur Wissen oder korrigierten die Heranwachsenden. Die gezielte Lernförderung verhalf zahlreichen Schülern mit Migrationshintergrund zum Abitur. Das Konzept wurde im Zuge von Corona abgeschafft.

## Zusammenarbeit
Zwischen dem Biologie-Didaktik-Lehrstuhl der Ludwig-Maximilians-Universität München und dem Gymnasium besteht eine Zusammenarbeit.

## Auszeichnungen
- 2014: IZIDEM Dialogpreis in der Kategorie Jugend und Bildung[11]
- 2014: Sonderpreis für Inklusion des Landeswettbewerbes „Jugend tanzt“[11]
- 2017: Förderpreis der Bildungsstiftung der Stadtwerke München (SWM)[6]